# Pileipellis

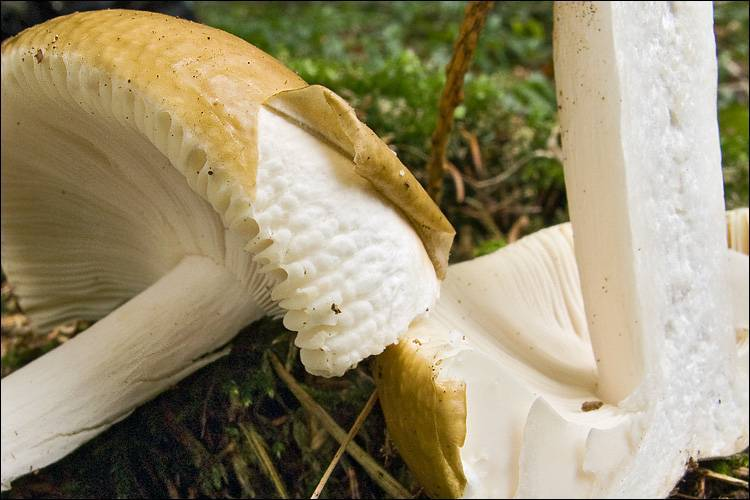
De cuticula van sommige paddenstoelen, zoals de hier getoonde Russula ochroleuca, kan van de hoed worden afgepeld en kunnen dienen als determinatiekenmerk.

De pileipellis is de bovenste laag hyfen in de pileus van een schimmelvruchtlichaam. Het bedekt de trama, het vlezige weefsel van het vruchtlichaam. De pileipellis is min of meer synoniem met de cuticula, maar de cuticula beschrijft deze laag over het algemeen als een macroscopisch kenmerk, terwijl de pileipellis deze structuur een microscopische laag noemt. Het pileipellis-type is een belangrijk kenmerk bij de identificatie van schimmels. Pileipellis-typen zijn onder meer cutis, trichoderm, epithelium en hymeniderm.

## Cutis
Tot op zekere hoogte vertegenwoordigt de cutis het normale type deklaag. De hyfen liggen plat en evenwijdig aan het kapoppervlak en zijn meestal radiaal gerangschikt. Ze zijn min of meer met elkaar verweven. Macroscopisch ziet de hoedhuid er in de regel glad uit.
Wanneer de hyfen kortcellig zijn en met elkaar verbonden in pseudoparenchym, wordt de term epidermoïde cutis gebruikt.

## Ixocutis
De ixocutis is qua structuur vergelijkbaar, maar hier zijn de hyfen gegeleerd. De gelatineuze substantie waarin de hyfen zijn ingebed, kan niet worden gekleurd met standaardkleuringsmethoden. Macroscopisch ziet de hoedhuid er meestal vettig, vettig of zijdeachtig uit. Vooral als het nat is, zwelt het vaak op met slijm.

## Trichoderm
In het geval van het trichoderm staan de uiteinden van de hyfen loodrecht op het oppervlak van de hoed. De langwerpige, verticaal groeiende hyfencellen doen sterk denken aan rechtopstaand haar. Daarom is de technische term Trichoderm ook afgeleid van "Tricho", het Griekse woord voor haar. De hyfencellen worden ook trichoform of harig genoemd. Sommige van deze haarachtige hyfen hebben ongeveer dezelfde vorm en chemische eigenschappen als de cystidia van het hymenium. Ze worden daarom ook wel dermatocystidia of pileocystidia genoemd. Macroscopisch ziet de hoedhuid er meestal viltig of fluweelachtig uit.

## Ixotrichoderm
Het ixotrichoderm is een speciale vorm van het trichoderm waarin de buitenste hyfen gegeleerd zijn, dwz ze zijn ingebed in een gelatineuze matrix. Macroscopisch lijkt de hoedhuid op die van de ixocutis.

## Hymeniderm
De hyfen van de deklaag zijn hymeniform of palisadisch. De opstelling van de dicht opeengepakte en verticale, korte, knotsvormige hyfen doet denken aan die van de basidia in het hymenium. De hoedenhuid ziet er vaak glimmend of gerimpeld uit en springt vaak in stukjes open. Het hymeniderm wordt ook wel het hymenoderm genoemd.

## Epithelium
In een epitheel zijn de hyfen van de deklaag breed, min of meer afgerond of isodiametrisch, en soms als een kettingschakel verbonden. In dunne delen doet dit type denken aan het parenchym van hogere planten. In de hoedhuid zijn de hyfencellen echter slechts losjes met elkaar verweven. Macroscopisch lijkt de hoedenhuid op die van Hymeniderm, maar is vaak meer glimmend tot papierachtig mat. Andere namen voor een deklaag van ronde cellen zijn sphaerocystoderm en conioderm.

## Palissanderm
Cuticula van rechtopstaande, filamenteuze hyfenuiteinden soms apicaal gezwollen.

## Tomentum
De term tomentum wordt gebruikt voor onregelmatig met elkaar verweven, in alle richtingen georiënteerde, langharige hoedoppervlakken, voornamelijk op vruchtlichamen van de Aphyllophoranae.

## Cortex
De term cortex (schors) wordt gebruikt wanneer taaie, dichte hyfenstructuren korstachtige oppervlakken vormen. De term korst wordt in de Duitstalige literatuur vaak gebruikt voor ruwe, broze oppervlakken. Deze termen worden ook voornamelijk gebruikt voor de Aphyllophoranae.